# Centrale hydroélectrique de Seitakorva
La centrale hydroélectrique de Seitakorva (finnois : Seitakorvan voimalaitos) est une centrale hydroélectrique située à Kemijärvi  en Finlande.